# Istrorumunština
Istrorumunština neboli istrijská rumunština je románský jazyk, patřící do balkánskorománské a rumunské jazykové podskupiny, kterým se hovoří v několika vesnicích a samotách na poloostrově Istrie v Chorvatsku.

## Rozšíření
Ještě v 19. stol. se mluvilo tímto jazykem od vrchu Čičarija (starověkého Mons Carusadius) až k Terstu. Mluvčí byli nazýváni Vlahi (jménem, které jim dali Chorvaté), ale i Rumeni, Rumeri, Rumunji, jakož i Ćići a Ćićibiri. Dnes se dělí na dvě malé skupiny: Ćići v okolí obce Žejane (pod severním svahem vrchu Učka) a Vlahi v okolí Šušnjevice (pod jižním svahem vrchu Učka). Před druhou světovou válkou se jich mnoho vystěhovalo, zejména do USA, Argentiny, Švédska, Kanady a Německa. Počtem asi 500 mluvících se řadí mezi vymírající jazyky, Istrorumuni jsou nazýváni „nejmenší jazykovou skupinou v Evropě“ a jsou zařazeni v UNESCO Red book of endagered languages  (červené knize ohrožených jazyků). Obývají jen asi 8 samot a 2 vesnice (výše zmíněné Žejane a Šušnjevica), takže je chorvatská vláda nepovažuje za dostatečně významné pro založení vlastního školství a kulturních institucí. Několik stovek mluvčích, kteří si dosud zachovali svůj mateřský jazyk, žije v New Yorku.

## Příklady

### Číslovky
| Istrorumunsky | Česky |
| ur            | jeden |
| doj           | dva   |
| trej          | tři   |
| påtru         | čtyři |
| činč          | pět   |
| șåse          | šest  |
| șåpte         | sedm  |
| opt           | osm   |
| devet         | devět |
| deset         | deset |

## Vzorový text
Otčenáš (modlitba Páně):
Ciace nostru car le ști en cer,
neca se sveta nomelu teu,
Neca venire craliestvo to.
Neca fie volia ta,
cum en cer, așa și pre pemânt.
Pera nostre saca
zi de nam astez.
Odproste nam dutzan,
Ca și noi odprostim
a lu nostri dutznici.
Neca nu na tu vezi en napastovanie,
neca na zbăvește de zvaca slabe. Amen.